# 福島県道318号上小国下川原線
福島県道318号上小国下川原線（ふくしまけんどう318ごう かみおぐにしもかわはらせん）は、福島県伊達市霊山町上小国から同県福島市大波を経て伊達市保原町富沢に至る一般県道である。

## 路線概要
- 起点：伊達市霊山町上小国
- 終点：伊達市保原町富沢字下川原
- 延長：6.268km[1]
  - 実延長：6.084km
- 路線認定年月日：1959年8月31日[2]

福島市大波と伊達市保原町富沢の間は幅員狭小、急カーブ急勾配が続く悪路のため、大型車の通行は禁止されており、国道349号等への迂回が必要である。

### 重用区間
- 国道115号（福島市大波字岩崎～同市大波字冷田山）

### 自動車交通不能区間
- 伊達市霊山町上小国～福島市大波字下染谷（0.6km）[3] - 尾根を超えるトンネル建設の計画があったが実現していない。

### 道路施設
岩崎橋
- 全長：16.0m
- 幅員：6.0(11.0)m
- 形式：単純PCプレテン中空床版橋
- 竣工：1996年

福島市大波にて一級水系阿武隈川水系広瀬川支流小国川を渡る。

## 通過する自治体
- 福島県
  - 伊達市 - 福島市 - 伊達市

## 接続・交差する道路
- 福島県道51号霊山松川線（伊達市霊山町上小国 起点）
- 国道115号 福島市街地方面（福島市大波字岩崎）
- 国道115号 相馬市方面（福島市大波字冷田山）
- 福島県道317号山口保原線（福島県道387号飯坂保原線重用区間）（伊達市保原町富沢字下川原 終点）

## 沿線
- 旧小国村役場
  - 旧小国村道路元標